# Райко Краус
Райко Краус (на немски: Raiko Krauß) е германски археолог, професор, специалист по праистория.

## Биография
Райко Краус е роден през 1973 г. в Берлин-Фридрихсхайн в немско-българско семейство. Майка му е българка. През 1992 г. завършва гимназията „Георг Фридрих Хендел“ в Берлин-Фридрихсхайн. Като ученик в периода 1988 – 1990 г. под формата на стаж се занимава с античните колекции на държавните музеи на Берлин и участва в разкопки на Музея за праистория в Потсдам.
В рамките на цивилната си служба работи в спешното отделение на болница в Берлин. 
През 1994 г. той започва висшето си образование по праистория и класическа археология в Хумболтовия университет в гр. Берлин. Посещава курсовете по класическа филология, стара история и философия и лекции по сравнително, индогерманско езикознание в Свободния университет в Берлин. 
През 1999 – 2000 работи като асистент в Центъра за културна техника „Херман фон Хелмхолц“ където категоризира научната колекция на института по праистория и ранна история Участва в редица теренни археологически проучвания в Германия, България, Гърция, Италия, Румъния и Турция. През 2000 г. завършва висшето си образование към Хумболтовия университет в гр. Берлин с магистърска дипломна работа за халколитното селище при с. Дяково в долината на река Струма (България).
През 2004 година защитава докторската си дисертацията на тема „Праисторията по долното течение на река Янтра“ в Свободния университет в Берлин под ръководството на Бернхард Хензел и Херман Парцингер. В периода 2002 – 2004 е стипендиант на “Немската фондация за академични стипендии”. През 2004 работи за кратко към “Саксонската държавна служба по археология”. Получава едногодишна стипендия за пътуване на Немския археологически институт, която му позволява да обиколи праисторически и антични обекти в страните от Средиземноморския и Черноморския басейн.
През 2005 – 2008 е научен сътрудник към Евразийския отдел на Германския археологически институт, а през 2007 – 2008 е и асистент към Института за праисторическа археология на Свободния университет в Берлин. През зимния семестър 2008/2009 преподава и провежда научни изследвания в Института за праистория, ранна история и средновековна археология към Университета „Еберхард Карлс“ в Тюбинген. През 2014 Райко Краус успешно се хабилитира в същия университет с научния си труд „Динамика на неолитизацията в Югоизточна Европа. Начало на земеделието, скотовъдството и уседналия начин на живот“, след което получава разрешение да изнася лекции  Venia Legendi по специалносттта Праистория Ранна история. От 2017 до 2022 година Райко Краус е стипендиант по програмата „Хайзенберг“ на Германското научноизследователско дружество. От ноември 2018 той е професор по праистория на Средна и Югоизточна Европа.
В полезрението на научната му дейност са епохите от мезолита до бронзовата епоха в Централна и Югоизточна Европа. Сред важните му научни проекти са: Раннонеолитното селище при Овчарово-Гората (България), халколитните и раннобронзовите находки при Фойен-Газ (Румъния), на многослойното праисторическо селище Букова Пуста IV (Румъния) и с халколитния некропол край Варна (България). Във връзка с предполагаемо раннонеолитния ансамбъл от фигури от Белица (Сърбия) той успява да докаже, че част от тези артефакти са съвременен фалшификат, с което и частично потвърждава, че повдигнатото от негови сръбски колеги обвинения са основателни. 
В сътрудничество с Банатския музей в Тимишоара от 2018 година насам ръководи разкопките на раннонеолитното селище Мовила луи Дечов (Румъния), a заедно с Провинциалната служба за опазване на паметниците на културата провеждан теренни проучвания на мезо-раннонеолитни обекти в Баден-Вюртемберг. 
Във фокуса на преподавателскта и изследователска дейности е и т. нар. музикална археология и мегалитите в Северна Африка.
Той е вице-президент на Германско-българското дружество и ченлен кореспондент на Германския археологически институт. 
През 2015 е отличен с почетен плакет на общността Дудещи век (Румъния).

## Избрана библиография
- Stone Age without Stones. The Early Neolithic Settlement of Bucova Pusta IV in Northwestern Banat (Romania). Archaeology in Banat I (Tübingen 2024) ISBN 978-3-98945-007-3
- Dynamics of Neolithisation in South-eastern Europe. The Beginnings of Agriculture, Husbendry and Sedentary Life. Mitteilungen der Prähistorischen Kommission 93 (Wien 2023) ISBN 978-3-7001-8879-7
- Ovčarovo-Gorata. Eine frühneolithische Siedlung in Nordostbulgarien. Archäologie in Eurasien 29, Habelt, Bonn 2014.
- Die prähistorische Besiedlung am Unterlauf der Jantra vor dem Hintergrund der Kulturgeschichte Nordbulgariens. Prähistorische Archäologie in Südosteuropa 20, Verlag Marie Leidorf, Rahden 2006.
- Edited with Ernst Pernicka, René Kunze, Kalin Dimitrov and Petar Leshtakov: Prehistoric Mining and Metallurgy at the Southeast Bulgarian Black Sea Coast. RessourcenKulturen 12, Tübingen University Press 2020.
- Edited with Jörg Bofinger and Bernhard Weninger: Quaternary International 560-561. Special Issue: Formation and Transformation of Early Neolithic Lifestyles in Europe. https://doi.org/10.1016/j.quaint.2020.05.015
- Edited with Harald Floss: Southeast Europe before Neolithisation. Proceedings of the International Workshop within the Collaborative Research Centres SFB 1070 „RessourcenKulturen“, Schloss Hohentübingen, 9th of May 2014, Tübingen University Press 2016.
- Edited with Martin Bartelheim and Barbara Horejs: Von Baden bis Troia. Ressourcennutzung, Metallurgie und Wissenstransfer. Eine Jubiläumsschrift für Ernst Pernicka Verlag Marie Leidorf, Rahden 2016.
- Edited: Beginnings – New Research in the Appearance of the Neolithic between Northwest Anatolia and the Carpathian Basin. Menschen – Kulturen – Traditionen. Studien aus den Forschungsclustern des Deutschen Archäologischen Instituts 1, Verlag Marie Leidorf, Rahden 2011.

## Семейство
Райко Краус има семейна връзка с България чрез майка си, която е родена в село Торос. Краус живее и работи в Тюбинген и Берлин. Той е женен за певицата и вокалния педагог Ана-София Бриквел и има четири деца.